# Гаврил Йованович
Гаврил (Гавра) Йованович е български драматичен актьор и театрален деец от хърватски произход.

## Биография
Преди да пристигне в България е част е от състава на Белградския народен театър и ръководител на самостоятелна австрийска театрална трупа, пътуваща из Словения. От 1878 г. живее в България. Опитва да му се предостави къща, в която да репетира и изнася представленията си постоянна столична театрална трупа. На 21 ноември 1881 г. в залата на Народното събрание е играно първото представление („Райна Княгиня“ от Добри Войников) на Театралния клон към дружество „Славянска беседа“. През 1882 г., след представление на „Иванко“ от Васил Друмев, залата изгаря и театралната трупа преустановява дейността си. Почива на 4 юли 1897 г. в София.